# Munka-Ljungby församling
Munka-Ljungby församling var en församling i Lunds stift och i Ängelholms kommun. Församlingen uppgick 2006 i Munka Ljungby församling (utan bindestreck).

## Administrativ historik
Församlingen har medeltida ursprung.
Församlingen utgjorde till 1610 ett eget pastorat för att därefter till 1681 vara moderförsamling i pastoratet Munka-Ljungby och Ängelholm.  Från 1681 till 1737 var den annexförsamling i pastoratet Össjö, Tåssjö och Munka-Ljungby som till 1732 även omfattade Ängelholms församling. Från 1737 till 1962 var församlingen åter moderförsamling i pastoratet Munka-Ljungby och Ängelholm. Från 1962 till 2002 var den moderförsamling i pastoratet Munka-Ljungby och Tåssjö som från 1974 även omfattade Össjö församling. Församlingen uppgick 2006 i Munka Ljungby församling.

## Kyrkobyggnader
- Munka-Ljungby kyrka